# 10094 Eijikato
10094 Eijikato (1991 DK) là một tiểu hành tinh vành đai chính được phát hiện ngày 20 tháng 2 năm 1991 bởi Tsutomu Seki ở Geisei. Nó được đặt theo tên Eiji Kato, who owns an Australian bed và breakfast that has a built-in observatory.